# Dublin (Virginie)
Pour les articles homonymes, voir Dublin (homonymie).
Dublin est une municipalité américaine située dans le comté de Pulaski en Virginie.
Selon le recensement de 2010, Dublin compte 2 534 habitants. La municipalité s'étend sur 1,37 mille carré (3,55 km2).
Dublin est fondée en 1854 lors de l'arrivée du chemin de fer. Située à l'intersection avec le Giles and Pulaski Turnpike, la ville devient un important centre d'échanges. L'Assemblée générale de Virginie lui accorde le statut de municipalité en 1871. Son centre historique, datant principalement de la Reconstruction aux années 1920, est inscrit au Registre national des lieux historiques depuis 1992.